# Garrulaxe du Kon Ka Kinh
Ianthocincla konkakinhensis
Espèce
Statut de conservation UICN

 VU  : Vulnérable
Le Garrulaxe du Kon Ka Kinh (Ianthocincla konkakinhensis) est une espèce de passereaux de la famille des Leiothrichidae.

## Répartition
Le Garrulaxe du Kon Ka Kinh n'est connu que du parc national de Kon Ka Kinh (province de Gia Lai). Toutefois il est possible qu'il soit également présent dans la province de Kon Tum, voire dans les zones attenantes au Laos.

## Classification
Le nom valide complet (avec auteur) de ce taxon est Ianthocincla konkakinhensis (Eames (d) & Eames (d), 2001).
Ce taxon porte en français le nom vernaculaire ou normalisé suivant : Garrulaxe du Kon Ka Kinh,.
L'espèce a été initialement classée dans le genre Garrulax sous le protonyme Garrulax konkakinhensis J.C.Eames & C.Eames, 2001,.
Ianthocincla konkakinhensis a pour synonyme :
- Garrulax konkakinhensis J.C.Eames & C.Eames, 2001

### Étymologie
Son épithète spécifique, composée de konkakinh et du suffixe latin -ensis, « qui vit dans, qui habite », fait référence à sa localité type, le mont Kon Ka Kinh. 

### Publication originale
- (en) Jonathan Charles Eames et Charles Eames, « A new species of laughingthrush (Passeriformes: Garrulacinae) from the Central Highlands of Vietnam », Bulletin of the British Ornithologists' Club, Londres, vol. 121, no 1,‎ 2001, p. 10-23 (ISSN 0007-1595, e-ISSN 2513-9894, lire en ligne, consulté le 24 juillet 2024).